# Otto Sutermeister
Otto Sutermeister (Tegerfelden, 27 de setembro de 1832 — Aarau, 18 de agosto de 1901) foi um professor universitário suíço que, junto com Ludwig Bechstein, é considerado um dos principais recolhedores de contos populares em idioma alemão.

## Biografia
Otto Sutermeister foi professor até 1866 do Seminário de Küsnacht. Desde 1866 até 1873 ensinou na escola secundária (Kantonsschule) em Aarau. Em 1876 foi diretor de formação do professorado (Lehrerseminar) em Mariaberg (Rorschach). Desde 1880 até 1890 ensinou na Escola Superior das Meninas de Berna (Höhere Töchterschule Bern). A partir de 1890 Sutermeister era professor de Língua e Literatura Alemã na Universidade de Berna. Em 1900, renunciou por razões de saúde.
Otto Sutermeister foi colaborador/assistente na elaboração do Idiotikon suíço; também escreveu livros para meninos, e foi editor das obras de Jeremias Gotthelf.

## Obra
- (1929): Die drei Raben u. a. Schweizer Hausmärchen. Donauwörth: Auer.
- (1903): Das große Rätselbuch: 2000 Original-Rätsel für jung und alt. Berna: Schultze.
- (1888) (editor): Ein Kind des Volkes – Schweizerisches Lebensbild de Jakob Senn.
- (1885): Für d'Chinderstube. Zurique: Orell Füssli.
- (a partir de 1882): Sammlung deutsch-schweizerischer Mundart-Literatur. Zurique: Orell Füssli. (Digitalizaciones da maioria dos quadernos desta coleção no Internet Archive)
- (1869): Kinder- und Hausmärchen aus der Schweiz. Aarau: H. R. Sauerländer (Texto completo en Zeno.org. Reimpressão pela empresa Friedrich Reinhard, Basileia, 1977, ISBN 3-7245-0406-3)
- (1869): Die Schweizerischen Sprichwörter der Gegenwart in ausgewählter Sammlung. Aarau: J.J. Christen. (Digitalizações no Internet Archive)
- (1860): Schweizerische Haussprüche: ein Beitrag zur epigrammatischen Volkspoesie aus der Landschaft Zürich. Zurique: S. Höhr. (Digitalizaciones no Internet Archive)
- Lebensfrüchte. No mínimo 3 edições. Berna: Editora W. Kaiser.
- Otto Sutermeister (editor): Uli der Knecht e Uli der Pächter de Jeremias Gotthelf.